# Arunte (aruspice)
Arunte (o Aronte o Aronta) è un aruspice etrusco, personaggio della Pharsalia di Lucano e citato nella Divina Commedia di Dante Alighieri.
Per Lucano (Pharsalia, I libro) egli era un potente indovino specializzato nella divinazione tramite le viscere di animali, il volo degli uccelli ed altri fenomeni naturali. Viveva probabilmente a Luni (Lunae) e venne convocato a Roma poco prima della guerra civile tra Cesare e Pompeo per interpretare alcuni portentosi accadimenti: egli vaticinò sia la guerra che la gloriosa vittoria di Cesare.
Dante riprese la sua figura per collocarlo nell'Inferno tra gli indovini nella quarta bolgia dell'ottavo cerchio dei fraudolenti (XX, 46-51). Il poeta fiorentino attinse probabilmente ad un codice portante una citazione errata del testo di Lucano, ove l'aruspice veniva indicato come abitante di una città di Luni (in latino Lunae) stranamente deserta: «Arruns incoluit desertae moenia Lunae». Dato invece che all'epoca di Aronte (I secolo a.C.) o in quella di Lucano (I secolo d.C.) la gloriosa città romana doveva senz'altro apparire nel suo massimo splendore, l'Alighieri sceglie di collocare l'indovino in una spelonca tra i bianchi marmi sopra Carrara, da dove poteva guardare sia il mare che le stelle.